# واهان گالستیان (هنرپیشه)
واهان گئورگی گالستیان (ارمنی: Վահան Գևորգի Գալստյան؛  ۱۲ آوریل ۱۸۸۴ – ۱۲ دسامبر ۱۹۵۹) یک بازیگر اهل ارمنستان بود. وی بین سال‌های - تا - میلادی فعالیت می‌کرد.

## زندگی‌نامه
وی در ۱۲ آوریل ۱۸۸۴ در تفلیس به دنیا آمد و از مدرسه نرسیسیان فارغ‌التحصیل شد.  وی همچنین برندهٔ جوایزی همچون هنرمند افتخاری گرجستان شوروی (۱۹۳۹) شده‌است. وی در ۱۲ دسامبر ۱۹۵۹ در سن ۷۵ سالگی در تفلیس درگذشت.